# (15817) Lucianotesi
(15817) Lucianotesi (1994 QC) – planetoida z grupy Amora okrążająca Słońce w ciągu 1,52 lat w średniej odległości 1,32 j.a. Odkryta 28 sierpnia 1994 roku. Nazwa utworzona z nazwiska astronoma Luciano Tesi.